# E713号線
E713号線 (E713ごうせん、英: European route E713) は、フランスにある、ヴァランスとグルノーブルを結ぶ欧州自動車道路のBクラス幹線道路である。
ヴァランスから東へ、フランス国道532号線、A49そして、ヴォルップからはA48と一致している。